# Meije (rivier)
De Meije is een veenriviertje in Zuid-Holland en Utrecht, tussen de Oude Rijn bij Zwammerdam en de Nieuwkoopse plassen. Langs het water ligt het gelijknamige lintdorp De Meije. Het rustieke landschap langs de Meije trekt zomers veel toeristen die op en langs het water te vinden zijn.
Vanaf de Hazekade in het dorpje De Meije tot aan de Hollandse Kade nabij Woerdense Verlaat is het verloop van de rivier tevens de provinciegrens tussen Zuid-Holland en Utrecht.

## Foto's

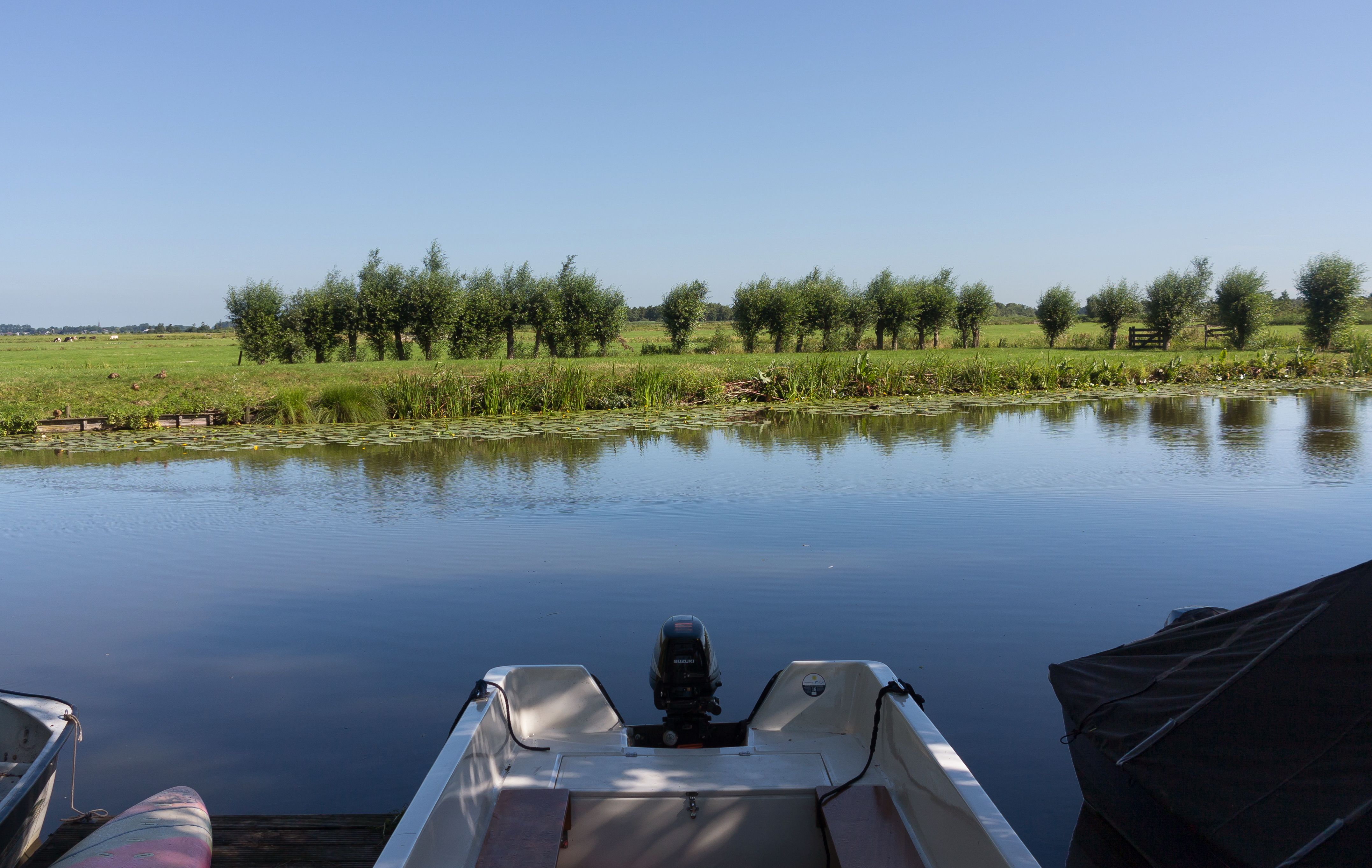
de Meije bij Loonspuitbedrijf Kerkvliet BV
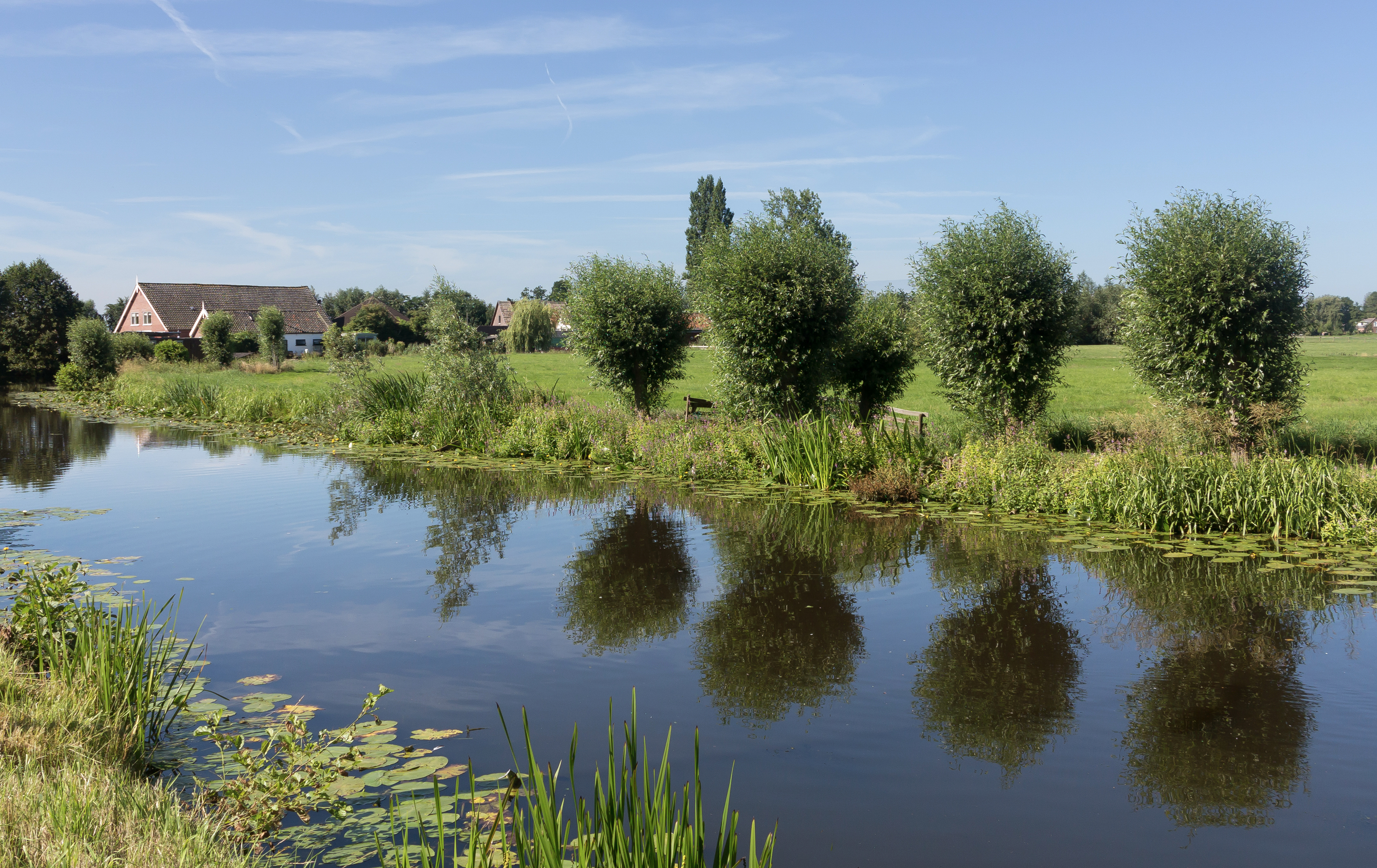
de Meije bij Trendyard gezicht op Meije 114,116 en 118
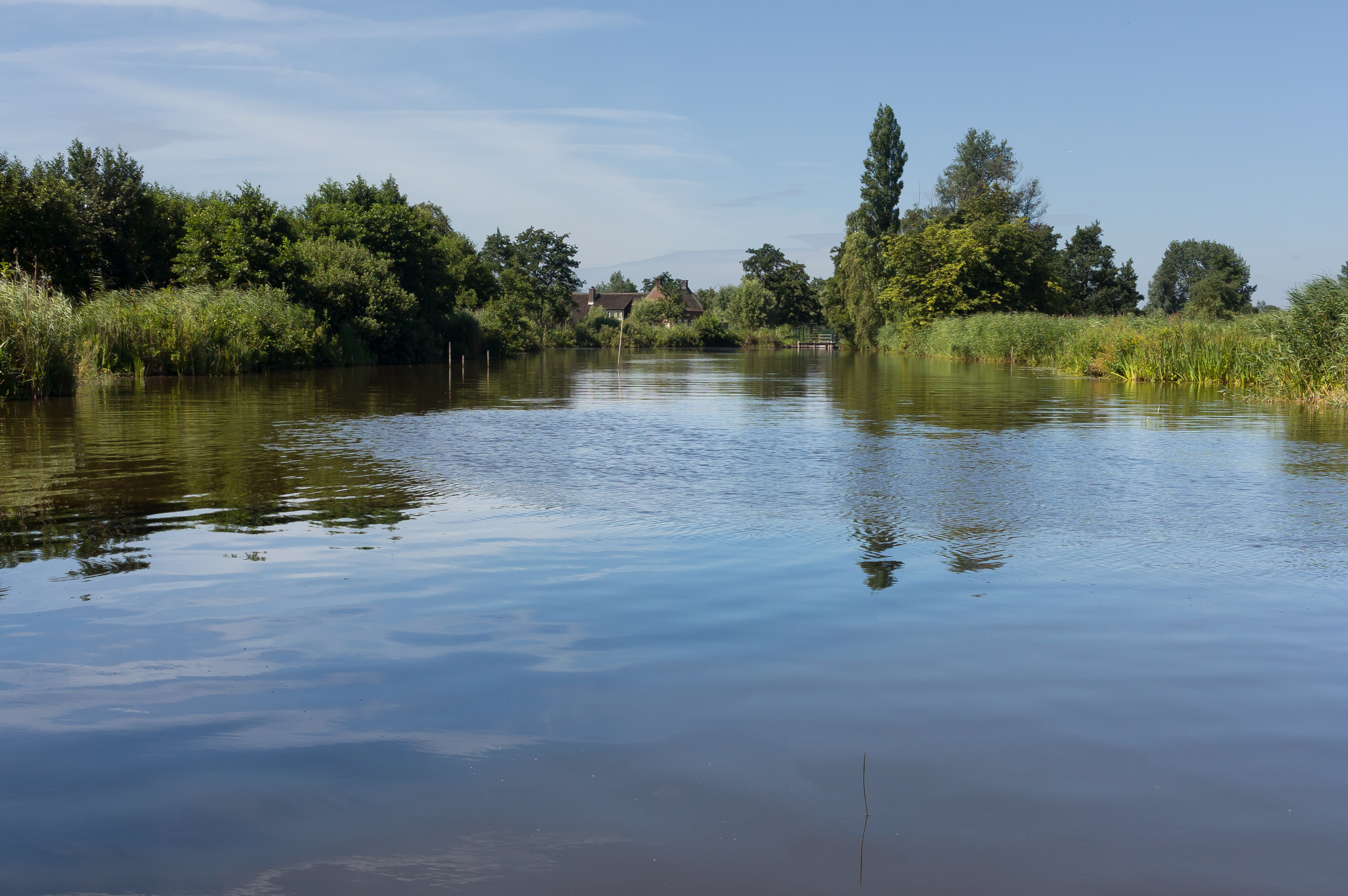
de Meije vlak bij de Bosweg, Woerdens Verlaat